# Stadtarchiv Bassum
Das Stadtarchiv Bassum ist das kommunale Archiv der Stadt Bassum im niedersächsischen Landkreis Diepholz. Es verwahrt Bestände über die Geschichte der Stadt Bassum für stadtgeschichtliche, heimatkundliche oder genealogische Forschung. Daneben ist es zuständig für die Aufbewahrung von historisch wertvollem Schriftgut der Stadtverwaltung Bassum.

## Geschichte
Das Stadtarchiv Bassum wurde im Jahr 1981 auf Anregung des Bassumer Pastors und Heimatforschers Frithjof Bestmann gegründet. Zum Archivpfleger ernannte die Stadt Reinhard Wiens, damals Rektor der Grundschule Bassum. Das Archiv wurde in einem Bodenraum der Grundschule Bassum eingerichtet. Nach dem Tod von Wiens im Jahr 1982 ernannte der Stadtrat 1983 Klaus Mencke, damals Rektor der Hauptschule Bassum, zum neuen Archivar. Seit 1. Juni 2014 ist Michael Junge, der bis Ende März 2014 Leiter des städtischen Bauamtes war, als Archivleiter eingesetzt.
Im Jahr 1992 erfolgte der Umzug des Archivs in neue Räume über der Jahnturnhalle in der Friedrich-Ludwig-Jahn-Straße im Kernbereich von Bassum. Dort stehen ein Arbeitsraum für die Archivare, ein Besucherraum für Gäste und Räumlichkeiten für das Magazin zur Verfügung.

## Bestände
Die historische Datenzentrale – das "Gedächtnis" – der Stadt Bassum beherbergt in mehr als 350 Kartons rund 30 Meter Akten aus der Zeit von 1655 bis zur Gegenwart. Dieser Aktenbestand wird durch ein Findbuch erschlossen. Zum Bestand gehören auch etwa 10.000 Fotos, die das Leben der Stadt Bassum widerspiegeln.
Das Zeitungsarchiv umfasst Bassumer Zeitungen aus der Zeit von 1900 bis heute. Darin sind verschiedene Ausgaben der „Bassumer Zeitung“ aus den Jahren 1900 bis 1940 enthalten. Vollständig erhalten sind die Ausgaben des „Bassumer Anzeigers“ von 1948 bis zur Einstellung dieser kleinen Zeitung im Jahr 1971. In gebundener Form bzw. als Dateien werden die Ausgaben der Kreiszeitung ab 1971 gesammelt. Wegen der schlechten Papierqualität wurden die älteren Zeitungen auf „Mikrofiche“ verfilmt und können jetzt mit Hilfe eines Lesegeräts auf einem Bildschirm gelesen werden. Mit einem so genannten „Reader-Printer“ können Ausschnitte der verfilmten Zeitungen ausgedruckt werden.
Die Bibliothek enthält etwa 400 Bücher zur Regionalgeschichte, und im Kartenarchiv befinden sich alte Land- und Flurkarten, die die Entwicklung der Stadt zeigen.

## Veröffentlichungen des Stadtarchivs Bassum
- Band 1: Jens Mastnak: Beiträge zur Bassumer Geschichte. Schröderscher Buchverlag, Diepholz 2000
- Band 2: Frauke Gerdes: Pickelhaube und Ersatzkaffee. Schröderscher Buchverlag, Diepholz 2001
- Band 3: Klaus Mencke: Bassum im Bild 1893–1973. Sutton Verlag, Erfurt 2002
- Band 4: Gisela Venske, Klaus Mencke: Die ehemaligen Landschulen in Bassum. 250-jährige Geschichte der kleinen Dorfschulen. Schröderscher Buchverlag, Diepholz 2008
- Band 5: Arbeitskreis Hauptschulchronik/Klaus Mencke (Hrsg.): 45 Jahre Hauptschule Bassum – 1966 bis 2011. Schröderscher Buchverlag, Diepholz 2012